# Василенко, Дмитрий Викторович
Дмитрий Викторович Василенко (28 февраля 1982) — российский спортсмен по шорт-треку. 5-кратный Чемпион России по шорт-треку, серебряный призёр чемпионата Европы 2004 года. Мастер спорта России международного класса. Президент Федерации тяжёлой атлетики России (с 2024 года). Генеральный секретарь Федерации тяжелой атлетики России.

## Биография
Дмитрий родился в Москве, где и стал впервые на коньки. С четырех лет он занимался хоккеем. Затем разочаровался, всё бросил, года три слонялся по дворовым подворотням. Потом его пригласили заниматься классическими коньками, и почти тут же пришло приглашение из шорт-трека. Выбор он сделал быстро, как только отобрался на юниорский чемпионат мира шорт-треку, и решил заниматься только этим видом спорта.
В 2001 году на чемпионате России по шорт-треку впервые в карьере стал чемпионом на дистанциях 1000 метров и в эстафете на 5000 метров. В 2002 году Василенко в забеге на 500 м на 3-м этапе Кубка мира впервые в истории отечественного шорт-трека вышел в 1/4 финала. В 2003 и 2004 годах ещё трижды становился чемпионом страны. Выступал за ЭШВСМ «Москвич» и город Москву.
На чемпионате Европы 2004 года, в составе эстафетной команды России, стал серебряным призёром.
Мастер спорта международного класса России по шорт-треку, кандидат в мастера спорта по тяжёлой атлетике.

## Карьера функционера
До 2024 года являлся генеральным секретарём Федерации тяжелой атлетики России, был членом исполнительного комитета Федерации.
10 ноября 2024 года на отчётно-выборной конференции был избран президентом Федерации тяжёлой атлетики России, по сумме голосов опередив действующего руководителя Максима Агапитова и сменив его на этом посту.

## Достижения
- Чемпион России (2003 — 500 м; 2001, 2004 — 1000 м; 2001, 2003 — эстафета 5000 м);
- Серебряный призёр чемпионатов России (2003 — многоборье, 1000 м, 1500 м, 3000 м; 2004 — эстафета 5000 м);
- Бронзовый призёр чемпионатов России (2004 — 1500 м; 2006 — эстафета 5000 м).